# Little Dieter Needs to Fly
Little Dieter Needs to Fly è un film documentario del 1997 diretto da Werner Herzog.

## Trama
Il film racconta la storia di Dieter Dengler, un aviatore americano di origine tedesca che durante la guerra del Vietnam venne fatto prigioniero in Laos e riuscì poi ad evadere e a sopravvivere alla dura fuga nel mezzo della giungla.

## Produzione
Herzog avrebbe voluto girare un film di fiction sulla vicenda, ma per via della difficoltà di ottenere i finanziamenti necessari decise di ripiegare sul documentario, in cui però fa recitare al suo protagonista alcune scene del suo racconto, uscendo in parte dai canoni del genere. Il regista ha spesso affermato che considera Little Dieter Needs to Fly come il suo miglior film di fiction.
Herzog ha potuto realizzare la sua idea originale solo diversi anni dopo, quando l'interessamento di Christian Bale per il progetto ha reso possibile i finanziamenti da parte di una casa di produzione hollywoodiana. Il risultato è stato L'alba della libertà, uscito nel 2006 con Bale come protagonista.

### Versioni del film
Del film esiste una versione accorciata per la televisione tedesca ZDF, della durata di 52 minuti, intitolata Flucht aus Laos (Fuga dal Laos). Questa versione venne trasmessa come episodio della serie Höllenfahrten (Viaggi all'inferno). Herzog si è detto d'accordo con il cambiamento di titolo, poiché il film con quella durata era un prodotto profondamente diverso. Alla versione originale del film è stata aggiunta, dopo la morte di Dieter Dengler (avvenuta nel 2001), una sequenza che mostra alcuni momenti del suo funerale.

## Colonna sonora
La colonna sonora del film comprende i seguenti brani:
- Béla Bartók: Buciumcana, da Bisztra, danze popolari rumene
- Carlos Gardel: Tango Volver e Tango Juventud
- Glenn Miller: In the Mood
- Kongar-ol Ondar: Echoes of Tuva, musica popolare
- Richard Wagner: Liebestod aus Tristan und Isolde
- Antonín Dvořák: Aus der Neuen Welt, Symphonie op. 35
- Musica popolare: Uzlyau, Guttural Singing of the People of Sayan Altal and the Ural Mountains
- Johann Sebastian Bach: Jesus bleibt meine Freude aus Kantate Nr. 147
- Musica del Madagascar: Oay Lahy E, Hiran'ny Tanovan'ny, Ntao Lo